# Gigea (ninfa)
Gigea è il nome di una ninfa nella mitologia greca.

## Mito
Viene nominata nell'Iliade, come ninfa della palude omonima nell'Asia Minore. Dall'unione con un re della Meonia generò due figli maschi: Talemene e Ifitione. Quest'ultimo prese parte alla Guerra di Troia in difesa degli assediati, insieme ai due figli del fratello, Mestle e Antifo.